# A Bug's Life (videogioco)
A Bug's Life è un videogioco sviluppato da Traveller's Tales e Tiertex ed ispirato all'omonimo film d'animazione della Pixar. Originariamente, il videogioco è stato sviluppato per PlayStation, ed in seguito convertito per Windows, Game Boy Color e Nintendo 64. Il doppiaggio di questo videogioco ha rappresentato l'ultimo lavoro per l'attore Roddy McDowall, prima della sua morte.

## Modalità di gioco
A Bug's Life è un videogioco a piattaforme tridimensionale articolato in quindici livelli, che ripercorrono a grosse linee le vicende narrate nel film d'animazione. In esso il giocatore vestirà i panni della formica Flik, protagonista del film. Per completare un livello, il giocatore deve raggiungere un determinato luogo o eliminare un nemico boss. Nel corso del gioco, il giocatore affronta i seguenti nemici boss (essi sono tutti personaggi estrapolati dal film):
- Picchiatore, una cavalletta psicopatica;
- "L'uccello", un canarino affamato che vuole divorare Flik;
- Tonfo, un enorme moscone;
- Mollo, il braccio destro di Hopper;
- Hopper, il capo delle cavallette (scontro finale).

L'obiettivo secondario del gioco consiste nel collezionare tutti i 50 chicchi di grano e le 4 lettere F, L, I, K, che compongono il nome della formica Flik, sparse in ciascun livello e nello sconfiggere ogni nemico presente in esso. Completando tutti e tre gli obiettivi per un dato livello il giocatore otterrà, come ricompensa, uno spezzone tratto da una scena del film, che potrà poi così essere visualizzato in qualunque momento dal menu principale di gioco.

### Bacche e nemici
Per attaccare i nemici, il giocatore può lanciargli contro delle bacche colorate più o meno potenti. La bacca rossa è posseduta di default all'inizio di ogni livello, tuttavia essa è molto debole e non riesce a danneggiare i nemici più resistenti, come le cavallette. Per questo, durante il percorso di gioco, il giocatore dovrà cercare, fra le altre cose, di munirsi di una bacca più potente. L'alternativa principale è la bacca blu, che è comunque già in grado di eliminare ogni nemico. Esistono anche delle bacche in grado di inseguire e colpire da sole i nemici (bacche verde e viola). La bacca più potente del gioco è quella dorata, che è inoltre l'unica in grado di eliminare i nemici in modo permanente: ciò è indispensabile per completare uno dei tre obiettivi descritti nel paragrafo precedente. Al contrario, i nemici sconfitti con le altre bacche sopraccitate (così come attraverso il salto) tenderanno a riapparire periodicamente, e il gioco non li considererà sconfitti ai fini del completamento del livello.
Per facilitare la raccolta dei chicchi, è possibile usare la macchina mietitrice di Flik (chiaro riferimento al film), disponibile però soltanto in alcuni livelli e situata in punti nascosti. Questa, una volta indossata da Flik, permetterà al giocatore di raccogliere i chicchi a distanza. La macchina, inoltre, è in grado di eliminare alcuni nemici semplicemente toccandoli e senza far subire danni al giocatore. Quando Flik indossa la macchina, tuttavia, non può saltare.

### Piante e bonus
Lungo i livelli il giocatore incontrerà diversi semi, alcuni dei quali possono essere liberamente raccolti e trasportati per tutta l'area di gioco. Saltandoci sopra, i semi fanno nascere diverse piante in grado di aiutare il giocatore a superare diversi ostacoli o generando bonus, come salute e protezione. Per far nascere una determinata pianta, tuttavia, è necessario prima sbloccarla collezionando uno o più gettoni colorati sparsi per il livello. A seconda del colore, il gettone recuperato sbloccherà una singola pianta specifica:
- Gettone marrone: sblocca una pianta in grado di aiutare il giocatore a raggiungere punti alti o lontani del livello, come il dente di leone;
- Gettone verde: sblocca una pianta rampicante su cui il giocatore potrà arrampicarsi per raggiungere punti alti del livello;

- Gettone blu: sblocca una pianta in grado di generare diversi bonus, come invicibilitá temporanea, salute, o salto potenziato;

- Gettone viola: sblocca una pianta in grado di generare una specifica bacca per attaccare i nemici;

- Gettone giallo: sblocca una pianta in grado di danneggiare i nemici "sparando" autonomamente delle bacche o esplodendo a contatto.

Raccogliendo più gettoni di uno stesso colore (fino ad un massimo di quattro) verranno sbloccate piante via via più potenti o utili (raccogliendo quattro gettoni viola, ad esempio, verrà sbloccata la pianta della bacca dorata). Inoltre, non tutti i gettoni sono disponibili in un determinato livello, e molto spesso recuperare quelli presenti è indispensabile per superare certi ostacoli e quindi completare il livello.